# Bund, Šanghaj
Bund (poenostavljeno kitajsko: 外滩; tradicionalno kitajsko: 外灘; pinjin: Wàitān, šanghajsko romanizzirano: Nga3thae1, Wu Chinese: [ŋà.tʰɛ́], dob.: 'Zunanja obala'}}) je obalno območje in zaščiteno zgodovinsko okrožje v osrednjem Šanghaju. Območje se osredotoča na odsek ceste Džongšan (vzhodna cesta Džongšan št. 1) znotraj nekdanjega mednarodnega naselja Šanghaj, ki poteka vzdolž zahodnega brega reke Huangpu v vzhodnem delu Huangpuja. Območje ob reki je obrnjeno proti sodobnim nebotičnikom Ludžjadzui v Pudongu. Bund se običajno nanaša na stavbe in pomole na tem odseku ceste, pa tudi na nekatera sosednja območja. Ta regija ima pomemben evropski vpliv, saj je slog mnogih struktur najbolj primerljiv s slogom evropskih mest, zlasti gotsko, baročno, neoklasicistično, romansko, art deco in renesančno arhitekturo. Poleg tega so tam nekatere najboljše mestne restavracije. Od 1860-ih do 1930-ih je bilo bogato in močno središče tujega establišmenta v Šanghaju, ki je delovalo kot pravno zaščiteno pogodbeno pristanišče.

## Ime
Izraz bund (nasip) si je angleščina sposodila iz hindustanščine in se je prvotno nanašal na nasip. V kitajskih pogodbenih pristaniščih se je uporabljal posebej za nasipani pomol, ki poteka vzdolž obale. Kitajsko ime za nasip ni povezano z izvorom: dobesedno pomeni »zunanji breg« in ta del rečnega obrežja loči od »notranjega brega« ob starem mestu Šanghaj.

## Zgodovina
Šanghajski Bund ima na desetine zgodovinskih stavb, ki obdajajo reko Huangpu, v katerih so nekoč delovale številne banke in trgovske hiše iz Združenega kraljestva, Francije, Združenih držav Amerike, Italije, Rusije, Nemčije, Japonske, Nizozemske in Belgije, pa tudi konzulati Rusije in Velike Britanije, časopis, Šanghajski klub in Masonski klub. Bund leži severno od starega, obzidanega mesta Šanghaj. Sprva je bila to britanska naselbina; kasneje sta bili britanski in ameriški naselbini združeni v Mednarodni naselbini leta 1863. Veličastne poslovne stavbe v slogu Beaux Arts so nastale v letih okoli preloma 20. stoletja, ko se je Bund razvil v pomembno finančno središče Vzhodne Azije. Neposredno južno in severovzhodno od starega obzidanega mesta je bil nekdanji francoski Bund (quai de France, del francoske koncesije v Šanghaju) primerljive velikosti kot Bund, vendar je deloval bolj kot delovno pristanišče.
Do 1940-ih je Bund gostil sedeže mnogih, če ne večine, večjih finančnih institucij, ki so delovale na Kitajskem, vključno s velikimi štirimi nacionalnimi bankami v času Republike Kitajske. Vendar pa so se s komunistično zmago v kitajski državljanski vojni številne od teh finančnih institucij v 1950-ih postopoma preselile v Hongkong. Hoteli in klubi so bili zaprti ali preurejeni v druge namene. Odstranjeni so bili tudi kipi kolonialnih osebnosti in tujih veljakov, ki so bili posejani ob reki.

### Po kulturni revoluciji
Konec 1970-ih in začetek 1980-ih, z otoplitvijo gospodarske politike v Ljudski republiki Kitajski, so stavbam na Bundu postopoma vrnili prvotno namembnost. Vladne institucije so bile preseljene v korist finančnih institucij, hoteli pa so ponovno začeli poslovati kot taki. Tudi v tem obdobju je vrsta poplav, ki so jih povzročili tajfuni, spodbudila občinsko oblast k izgradnji visokega nasipa ob reki, zaradi česar je nasip zdaj približno 10 metrov višji od nivoja ulice. V 1990-ih je bila cesta DŽongšan (poimenovana po Sun Jat-senu), cesta, na kateri je Bund v središču, razširjena na deset pasov. Posledično je večina parkov, ki so obstajali ob cesti, izginila. V tem obdobju so bili odstranjeni tudi trajektni pomoli, ki so povezovali Bund in Pudong, ki so služili prvotnemu namenu območja. Številne križarjenja za prosti čas še vedno vozijo z bližnjih pomolov.
V 1990-ih je šanghajska vlada poskušala promovirati razširjen koncept Bunda, da bi spodbudila turizem in vrednost zemljišč na bližnjih območjih ter uskladila promocijo kolonialnih ostankov s socialistično ideologijo. V razširjeni obliki se je izraz Bund (kot Novi Bund ali Severni Bund) uporabljal za območja južno od ceste Janan in odsek rečne obale severno od reke Sudžov (Džabei). Takšna uporaba izraza pa ostaja redka zunaj turistične literature. 28. marca 2010, na predvečer odprtja svetovne razstave Expo, je Bund v celoti zaključil svoj projekt prenove.

### Prenova v 21. stoletju
Od leta 2008 je bila izvedena večja preureditev prometnega toka vzdolž Bunda. Prva faza načrta je vključevala južni konec Bunda in porušila del dvignjene hitre ceste Janan Road, vključno z odstranitvijo velike dvignjene izvozne konstrukcije hitre ceste, ki je prej dominirala na sotočju ceste Janan in Bund. Druga faza je vključevala enoletno obnovo stoletnega mostu Vaibaidu na severnem koncu Bunda. V tretji fazi je bila nekdanja 10-pasovna cesta rekonstruirana v dveh nivojih, s šestimi pasovi v novem predoru. Izpraznjen cestni prostor je bil uporabljen za razširitev urejene promenade ob obali. Novi betonski most, ki je bil zgrajen leta 1991 za razbremenitev prometa na mostu Vaibaidu, je zaradi nove dvonivojske ceste postal zastarel in porušen. Bund je bil ponovno odprt za javnost v nedeljo, 28. marca 2010, po obnovi za razstavo Expo 2010.
31. decembra 2014 ob 23.36 je na obali prišlo do stampeda. V incidentu je bilo ubitih najmanj 36 ljudi in 47 ranjenih. Prvi incident se je zgodil v bližini trga Čen Ji, kjer se je za praznovanje novega leta zbrala velika množica, ocenjena na približno 300.000 ljudi.
Obala je ena najvidnejših značilnosti, če ga gledamo s Šanghajskega svetovnega finančnega centra v Pudongu in njegove razgledne ploščadi v 100. nadstropju.

## Položaj
Bund se razteza 1,6 km vzdolž brega reke Huangpu. Tradicionalno se začne na cesti Janan (prej avenija Edwarda VII.) na jugu in konča pri mostu Vaibaidu (prej Vrtni most) na severu, ki prečka potok Sudžov.
Bund se osredotoča na odsek ceste Džongšan, poimenovane po Sun Jat-senu. Cesta Džongšan je večinoma krožna cesta, ki je tvorila tradicionalno konceptualno mejo mesta Šanghaj. Zahodno od tega odseka ceste stoji približno 52 stavb različnih zahodnih klasičnih in modernih slogov, kar je glavna značilnost Bunda (glejte Arhitektura in stavbe spodaj). Vzhodno od ceste je bil prej pas parka, ki se je končal s parkom Huangpu. (Ta park je mesto zloglasnega znaka, ki naj bi glasil brez psov in Kitajcev, čeprav to natančno besedilo ni nikoli obstajalo.) To območje je zdaj zaradi širitve ceste precej zmanjšano. Vzhodneje je visok nasip, zgrajen v 1990-ih za zaščito pred poplavami. Gradnja tega visokega zidu je dramatično spremenila videz Bunda.
V bližini križišča z Nankinško cesto stoji edini bronasti kip vzdolž Bunda, kip vojaškega častnika Čen Jija, ki je bil prvi komunistični župan Šanghaja. Na severnem koncu Bunda, ob reki, je park Huangpu, v katerem je Spominski stolp ljudskih junakov Šanghaja – visok, abstrakten betonski stolp, ki ga je leta 1993 zgradila šanghajska vlada kot spomenik v spomin na kitajske revolucionarne mučenike, pa tudi na tiste, ki so umrli v boju proti naravnim nesrečam na Kitajskem.

## Arhitektura in stavbe
Na Bundu je 52 stavb različnih arhitekturnih slogov, večinoma eklektičnih, nekatere pa imajo pretežno romanski, gotski, renesančni, baročni, neoklasicistični ali beaux-art slog, številne pa so v slogu art déco (Šanghaj ima eno najbogatejših zbirk arhitektur art déco na svetu). Z juga so glavne stavbe:
- Ameriški klub na 209 Fuzhou Rd – Generalka Claire Chennault, takratna izvršna direktorica China Post 1, je prostore uporabljala do leta 1948. Zgradil jih je László Hudec iz podjetja Curry & Co. med letoma 1923 in 1925 v ameriško-jurijevskem slogu. Prvotno zgrajen kot klub samo za moške, potem ko je leta 1922 kupil zemljišče, je bil priljubljen klub za izseljence. Šestnadstropna stavba s kletjo, približno 1000 m² na nadstropje, zasnovana v običajni jekleno-betonski konstrukciji, ki prevladuje na območju Bunda v Šanghaju. Z bari, biljardnico in 50 spalnicami je bil na voljo tudi strešni vrt.
- Stavba Asia Building (št. 1, Bund), prvotno stavba McBain, je gostila pisarne Royal Dutch Shell in Asiatic Petroleum Company.
- Stavba Shanghai Club (št. 2, Bund), ki je bil glavni družabni klub za britanske državljane v Šanghaju. Od leta 2010 je hotel Waldorf-Astoria Shanghai Hotel.
- Stavba Union Building (št. 3, Bund) je prej gostila številne zavarovalnice, zdaj pa je nakupovalno središče.
- Stavba Mercantile Bank of India, London and China (št. 4, Bund) je gostila Mercantile Bank of India, London and China, zgrajena med letoma 1916 in 1918.
- Stavba Nissin (št. 5, Bund), je bila sedež japonske ladijske družbe.
- Stavba China Merchants Bank (št. 6, Bund), je bila sedež prve kitajske banke na Kitajskem in je zdaj podružnica HSBC v Šanghaju.
- Stavba Great Northern Telegraph (št. 7, Bund), je bila sedež podjetja Great Northern Telegraph Company. Mesto prve telefonske centrale v Šanghaju leta 1882.
- Stavba Russel & Co., (št. 9, Bund), v kateri trenutno domuje skupina China Merchants Group, je tudi vodilna trgovina v Šanghaju znamke Dolce & Gabbana.
- Stavba HSBC (št. 12, Bund), ki jo zdaj uporablja razvojna banka Šanghajski Pudong, je bila nekoč sedež banke Hongkonške in Šanghajske bančne korporacije , ki se v 1990-ih ni uspela dogovoriti s šanghajsko vlado o ponovnem nakupu stavbe, ko se je šanghajska vlada izselila iz stavbe, ki jo je uporabljala od 1950-ih. Sedanja stavba je bila dokončana leta 1923. Takrat so jo imenovali »najrazkošnejša stavba med Sueškim prekopom in Beringovo ožino«". Njeni znani stropni mozaiki so bili v celoti obnovljeni in si jih je mogoče ogledati v vhodni dvorani.
- Carinarnica (št. 13, Bund) je bila zgrajena leta 1927 na mestu prejšnje carinarnice v tradicionalnem kitajskem slogu. Ura in zvon sta bila zgrajena v Angliji in posnemata Big Ben.
- Stavba Kitajske banke komunikacij (št. 14, Bund) je bila zadnja stavba, zgrajena na Bundu pred ustanovitvijo Ljudske republike. Danes v njej domuje Šanghajski svet sindikatov.
- Stavba Rusko-kitajske banke (št. 15, Bund) je zdaj Kitajski sistem trgovanja z devizami (CFETS; prej Šanghajska borza zlata).
- Stavba Banke Tajvana (št. 16, Bund) je zdaj Kitajska trgovska banka.Pogled proti Bund iz Broadway Mansions v začetku 20. stoletja
- Stavba North China Daily News (št. 17, Bund) je bila takrat dom najvplivnejšega angleško govorečega časopisa v Šanghaju. Danes je v njej zavarovalnica AIA Insurance.
- Stavba Chartered Bank (št. 18, Bund) je bila sedež šanghajske banke, ki je kasneje postala Standard Chartered Bank. V stavbi so danes dizajnerske trgovine, restavracija Mr & Mrs Bund in ustvarjalni razstavni prostor. Sedež kitajsko-poljske ladijske družbe Chipolbrok (1962–1998).
- Hotel Peace (št. 19, Bund) je danes del hotela Hotel Peace.
- Sassoon House (št. 20, Bund) s pripadajočim hotelom Cathay Hotel je zgradil sir Victor Sassoon. Znan je bil in je še danes po svoji jazz skupini v kavarni. V zgornjem nadstropju je bilo prvotno Sassoonovo zasebno stanovanje. Danes je to drugi del hotela Peace Hotel.
- Stavba Banke Kitajske(št. 23, Bund) je bila sedež Banke Kitajske. Zakrneli videz stavbe pripisujejo Sassoonovemu vztrajanju, da nobena druga stavba na Bundu ne more biti višja od njegove.
- Stavba Yokohama Specie Bank (št. 24, Bund) je bila do leta 1945 v njej japonska banka Yokohama Specie Bank, danes pa je v njej šanghajska podružnica Industrijske in komercialne banke Kitajske.
- Stavba zavarovalnice Jangce (št. 26, Bund) je danes v šanghajski podružnici Kmetijske banke Kitajske
- Stavba Jardine Matheson (št. 27, Bund) je bilo v njej takrat mogočno podjetje Jardine Matheson. Danes je v pritličju trgovina Rolex, pisarne in House of Roosevelt, bar in restavracija.
- Stavba Glen Line (št. 2 East Beijing Road) danes gosti Shanghai Clearing House.
- Stavba Banque de l'Indochine (št. 29, The Bund) je gostila francosko banko, Banque de l'Indochine
- Nekdanji generalni konzulat Združenega kraljestva (št. 33, The Bund) je gostil generalni konzulat Združenega kraljestva. Stavba je bila prenovljena in leta 2010 ponovno odprta kot št. 1 Waitanyuan, zasebna restavracija za vlado. Del lokacije je bil uporabljen tudi za gradnjo hotela Peninsula v Šanghaju, ki je bil odprt leta 2010.
- Gutzlaffov signalni stolp, znan tudi kot vremenski stolp Bund, je prvotno zagotavljal vremenske informacije ladjam na reki Huangpu, sedanja struktura pa datira iz leta 1907.
- West Bund Art & Design (西岸艺术与设计博览会) gosti letni mednarodni sejem sodobne umetnosti, ki poteka v Šanghaju na Kitajskem

## V popularni kulturi
Obstajajo številne študije v kitajščini in angleščini ter številne priljubljene predstavitve.
Bund je bil predstavljen v romanu Imperij sonca britanskega avtorja J. G. Ballarda iz leta 1984, ki temelji na njegovih izkušnjah kot dečka med japonsko invazijo in okupacijo. Knjiga je bila posneta v film Stevena Spielberga. 
Uvodne strani romana Cryptonomicon Neala Stephensona iz leta 1999 se dogajajo na Bund novembra 1941, ko se civilni red sesuje pod grožnjo japonske invazije.
Bund je prizorišče (in soimenjakinja) hongkonške televizijske serije Bund (1980) in filma Shanghai Grand (1996). Zgodba obeh vključuje gangsterje iz obdobja pred drugo svetovno vojno, ki se potegujejo za nadzor nad Bundom. 
Bund je pesem, ki jo je napisala elektronska glasbena skupina The Shanghai Restoration Project in je izšla na prvem istoimenskem albumu skupine, navdihnjena s šanghajskimi jazz skupinami iz 1930-ih. Instrumentalna različica pesmi z naslovom The Bund (Instrumental) je bila izdana leta 2008 na albumu skupine Day – Night (Instrumentals).
Bund je bil predstavljen na premieri igre The Amazing Race 21, finalu igre The Amazing Race: China Rush 1 in premieri igre The Amazing Race: China Rush 3. Bund je eden od igralnih nivojev v igri The King of Fighters XIV.

## Galerija
- Stavba Hongkonške in Šanghajske banke ter stavba Šanghajske carinarnice
- Okoli 1890-ih
- Stavba HSBC
- Nekdanja stavba Yokohamske Specie banke
- Stavba Glen Line
- Spomenik ljudskim herojem, Šanghaj
- Pogled na Bund z razgledne ploščadi Šanghajskega stolpa
- Bund ponoči